# Челле-ді-Сан-Віто
Челле-ді-Сан-Віто (італ. Celle di San Vito) — муніципалітет в Італії, у регіоні Апулія,  провінція Фоджа.
Челле-ді-Сан-Віто розташоване на відстані близько 240 км на схід від Рима, 145 км на захід від Барі, 36 км на південний захід від Фоджі.
Населення — 166 осіб (2014).
Щорічний фестиваль відбувається 13 серпня. Покровитель — San Vincenzo Ferreri.

## Демографія
Населення за роками:

Станом на 1 січня 2023 року в муніципалітеті офіційно проживало 5 іноземців з 2 країн, серед них 4 громадяни країн Євросоюзу.

## Сусідні муніципалітети
- Біккарі
- Кастеллуччо-Вальмаджоре
- Фаето
- Орсара-ді-Пулья
- Троя